# Lista localităților din provincia Bayburt

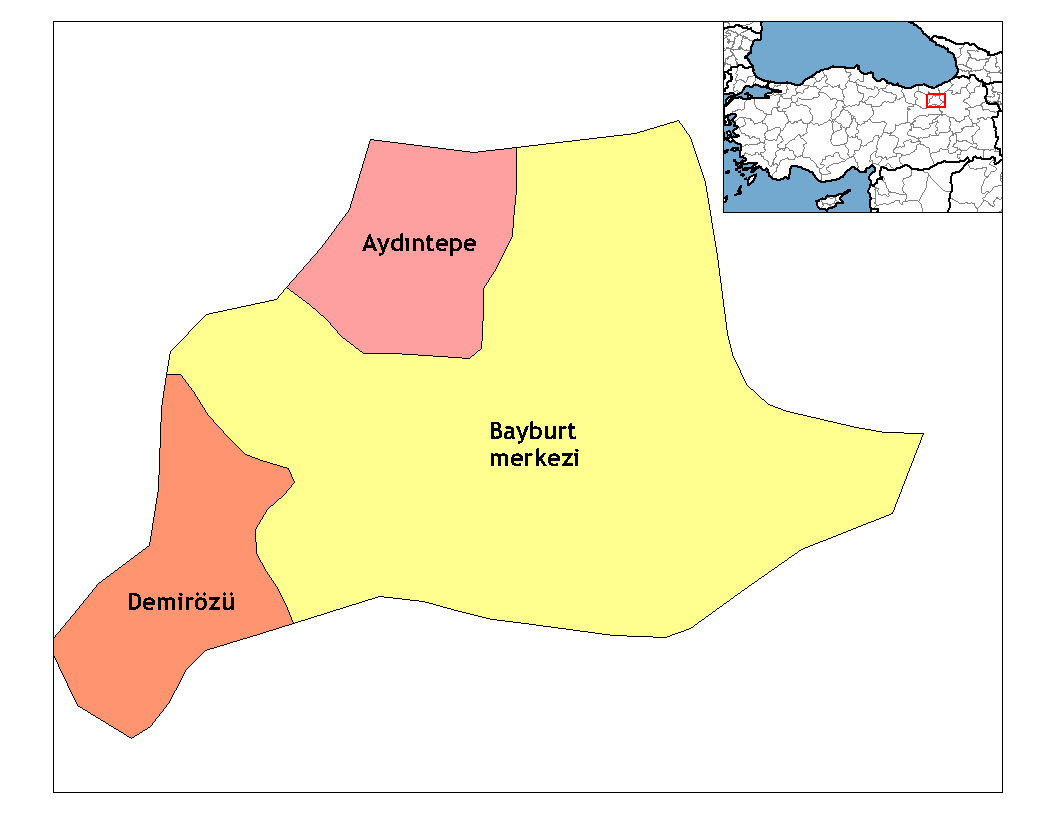
Provincia Bayburt

Aceasta este lista localităților din Provincia Bayburt, Turcia, după districte. În secțiunile de mai jos, prima localitate din fiecare listă este centrul administrativ al districtului.

## Bayburt
- Bayburt
- Adabaşı, Bayburt
- Ağören, Bayburt
- Akçakuzu, Bayburt
- Akduran, Bayburt
- Aksaçlı, Bayburt
- Akşar, Bayburt
- Alapelit, Bayburt
- Alıçlık, Bayburt
- Ardıçgöze, Bayburt
- Armutlu, Bayburt
- Arpalı, Bayburt
- Arslandede, Bayburt
- Aşağıçımağıl, Bayburt
- Aşağıkışlak, Bayburt
- Aşağıpınarlı, Bayburt
- Aydıncık, Bayburt
- Balca, Bayburt
- Balkaynak, Bayburt
- Ballıkaya, Bayburt
- Başçımağıl, Bayburt
- Bayırtepe, Bayburt
- Bayraktar, Bayburt
- Buğdaylı, Bayburt
- Çakırbağ, Bayburt
- Çalıdere, Bayburt
- Çamdere, Bayburt
- Çamlıkoz, Bayburt
- Çayırözü, Bayburt
- Çayıryolu, Bayburt
- Çerçi, Bayburt
- Çiğdemtepe, Bayburt
- Çorak, Bayburt
- Dağçatı, Bayburt
- Dağtarla, Bayburt
- Danişment, Bayburt
- Darıca, Bayburt
- Değirmencik, Bayburt
- Demirışık, Bayburt
- Demirkaş, Bayburt
- Dikmetaş, Bayburt
- Dövmekaya, Bayburt
- Erenli, Bayburt
- Gençosman, Bayburt
- Gez, Bayburt
- Gökçeli, Bayburt
- Gökler, Bayburt
- Gökpınar, Bayburt
- Göldere, Bayburt
- Göloba, Bayburt
- Güder, Bayburt
- Güllüce, Bayburt
- Gümüşsu, Bayburt
- Güneydere, Bayburt
- Güzelce, Bayburt
- Hacıoğlu, Bayburt
- Harmanözü, Bayburt
- Helva, Bayburt
- Heybetepe, Bayburt
- Iğdır, Bayburt
- Kabaçayır, Bayburt
- Karlıca, Bayburt
- Karşıgeçit, Bayburt
- Kavacık, Bayburt
- Kavakyanı, Bayburt
- Kıratlı, Bayburt
- Kırkpınar, Bayburt
- Kitre, Bayburt
- Koçbayır, Bayburt
- Konursu, Bayburt
- Kop, Bayburt
- Kopuz, Bayburt
- Kozluk, Bayburt
- Kurbanpınar, Bayburt
- Kurugüney, Bayburt
- Maden, Bayburt
- Manas, Bayburt
- Masat, Bayburt
- Mutlu, Bayburt
- Nişantaşı, Bayburt
- Ortaçımağıl, Bayburt
- Oruçbeyli, Bayburt
- Ozansu, Bayburt
- Örence, Bayburt
- Pamuktaş, Bayburt
- Pelitli, Bayburt
- Petekkaya, Bayburt
- Polatlı, Bayburt
- Rüştü, Bayburt
- Sakızlı, Bayburt
- Salkımsu, Bayburt
- Sancaktepe, Bayburt
- Saraycık, Bayburt
- Sarıhan, Bayburt
- Sarımeşe, Bayburt
- Seydiyakup, Bayburt
- Sığırcı, Bayburt
- Sırakayalar, Bayburt
- Soğukgöze, Bayburt
- Söğütlü, Bayburt
- Taht, Bayburt
- Taşburun, Bayburt
- Taşçılar, Bayburt
- Taşkesen, Bayburt
- Taşocağı, Bayburt
- Tepetarla, Bayburt
- Tomlacık, Bayburt
- Uğrak, Bayburt
- Uğurgeldi, Bayburt
- Uluçayır, Bayburt
- Üzengili, Bayburt
- Yanıkçam, Bayburt
- Yaylalar, Bayburt
- Yaylapınar, Bayburt
- Yazyurdu, Bayburt
- Yedigöze, Bayburt
- Yeniköy, Bayburt
- Yerlice, Bayburt
- Yeşilyurt, Bayburt
- Yolaltı, Bayburt
- Yoncalı, Bayburt
- Yukarıkışlak, Bayburt

## Aydıntepe
- Aydıntepe
- Akbulut, Aydıntepe
- Alaca, Aydıntepe
- Aşağıkırzı, Aydıntepe
- Başpınar, Aydıntepe
- Çatıksu, Aydıntepe
- Çayırköprü, Aydıntepe
- Çiğdemlik, Aydıntepe
- Dumlu, Aydıntepe
- Erikdibi, Aydıntepe
- Gümüşdamla, Aydıntepe
- Günbuldu, Aydıntepe
- İncili, Aydıntepe
- Kavlatan, Aydıntepe
- Kılıçkaya, Aydıntepe
- Pınargözü, Aydıntepe
- Sırataşlar, Aydıntepe
- Sorkunlu, Aydıntepe
- Suludere, Aydıntepe
- Şalcılar, Aydıntepe
- Yanoba, Aydıntepe
- Yapracık, Aydıntepe
- Yazlık, Aydıntepe
- Yukarıkırzı, Aydıntepe

## Demirözü
- Demirözü
- Akyaka, Demirözü
- Bayrampaşa, Demirözü
- Beşpınar, Demirözü
- Çağıllı, Demirözü
- Çakırözü, Demirözü
- Çatalçeşme, Demirözü
- Çimentepe, Demirözü
- Damlıca, Demirözü
- Devetaşı, Demirözü
- Dikmetaş, Demirözü
- Elmalı, Demirözü
- Eymür, Demirözü
- Gökçedere, Demirözü
- Güçlü, Demirözü
- Güvercindere, Demirözü
- Işıkova, Demirözü
- Kalecik, Demirözü
- Karayaşmak, Demirözü
- Kavaklı, Demirözü
- Otlukbeli, Demirözü
- Petekli, Demirözü
- Pınarcık, Demirözü
- Serenli, Demirözü
- Yakupabdal, Demirözü
- Yazıbaşı, Demirözü
- Yelpınar, Demirözü
- Yukarıpınarlı, Demirözü